# Karpathos
Karpathos (Κάρπαθος) är en grekisk ö som ligger i Egeiska havet. Ön är belägen halvvägs mellan Rhodos och Kreta. Med 301 kvadratkilometer är den näst störst i ögruppen Tolvöarna och har knappt 6 000 permanenta invånare. Administrativt hör ön till regionen Sydegeiska öarna, som till 2010 var uppdelad i de två prefekturerna Kykladerna och Dodekanesos.
Karpathos har ett i nord-sydlig riktning långdraget, bergigt landskap. Det högsta berget, Kalí Límni är 1 215 meter högt. 
Karpathos sydliga grannö är Kassos och i norr ansluter sig på bara 100 meters avstånd den obebodda ön Nisída Sariá. 
Pigadia är öns huvud- och hamnstad. Dess officiella namn är Karpathos (stad). Andra större orter är: Arkasa, Menetes, Othos, Mesochori, Ólymbos och Aperi. Genom turistnäringen vinner även byarna Lefkos, Amopi och Kira Panagia tilltagande betydelse.

## Historia

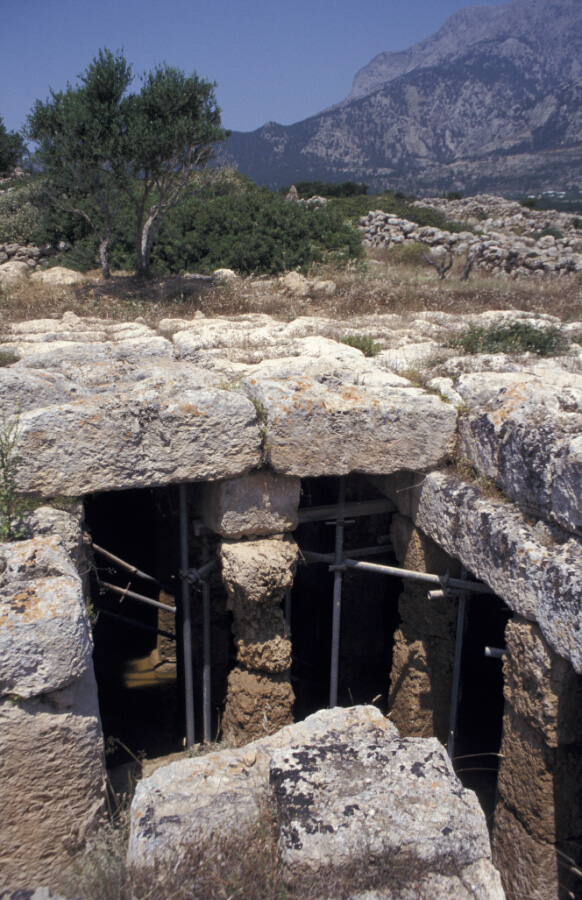
Romerska förrådsbehållare i Lefkos

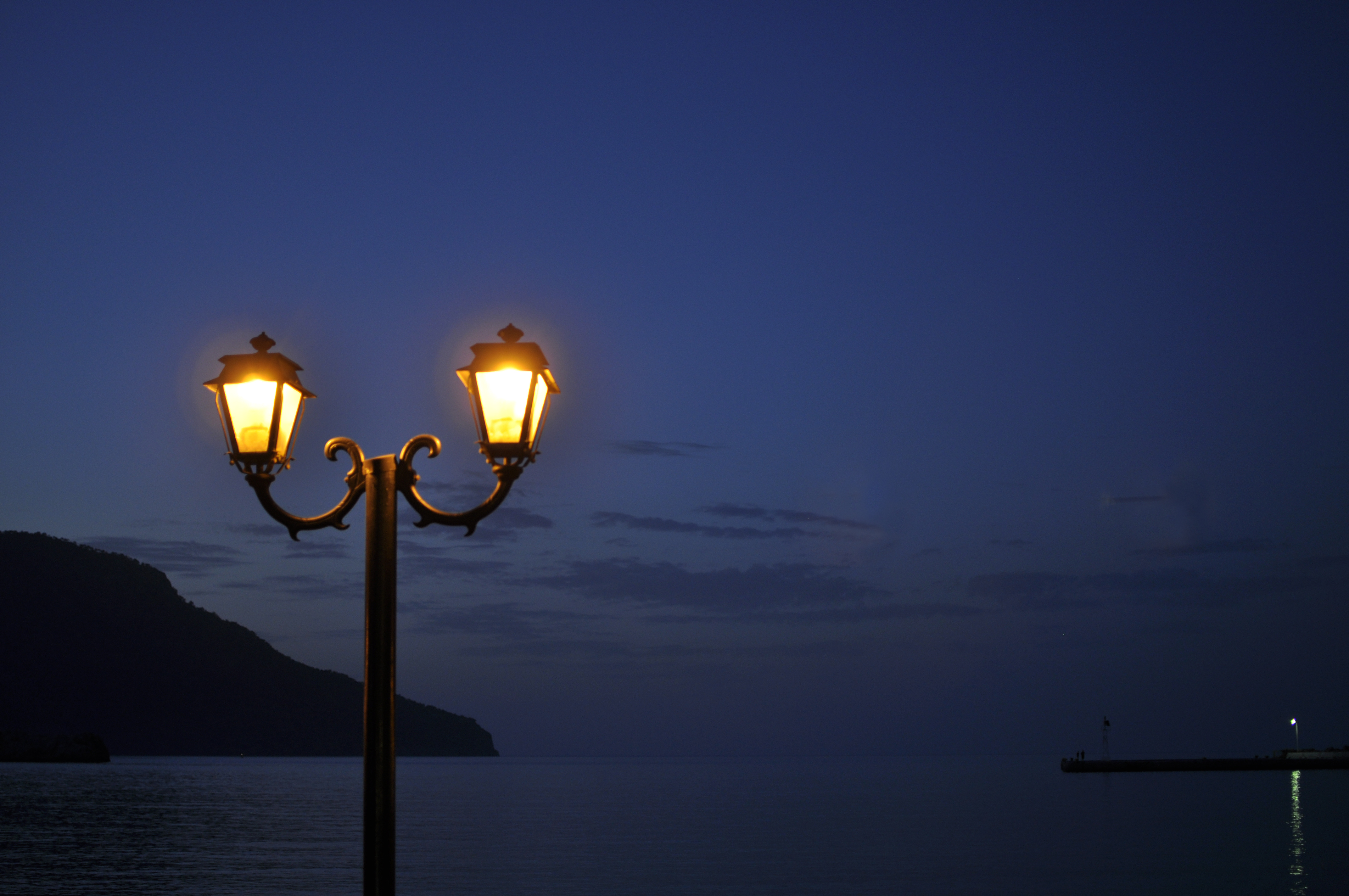
Kväll i hamnen i Pigadia.

Karpathos var koloniserat redan under antiken. Homeros omnämner den med två bokstäver omkastade i Iliaden: ”ΟΙ Δ'ΑΡΑ ΝΙΣΥΡΟΝ Τ'ΕΙΧΟΝ ΚΡΑΠΑΘΟΝ ΤΕ ΚΑΣΟΝ ΤΕ”. Här grundade Dorerna de fyra städerna Poseidion (i dag Pigadia), Arkesia (i dag Arkassa), Vrykous (i dag Wurgunda) och Nisyros (i dag Ta Palatia, Nisída Sariá), varför Strabon även kallade ön Tetrapolis. Vid den tiden var ön fruktbar. 
Krig och erövringar dominerar Karpathos historia. Karpathenare kämpade med Sparta i Peloponnesiska kriget 431 f.Kr. och förlorade sitt oberoende till Rhodos år 400 f.Kr. År 42 f.Kr. föll ön i Roms händer. Under de följande århundradena styrdes Karpathos i tur och ordning av araber, piraten Moresco från Genua, Venetianare och det Osmanska riket. Ön var både under antiken och medeltiden nära knutet tillh Rhodos. Den hölls av venetianska adelsfamiljer som Cornari från 1306 till 1540, då den till slut kom i Turkarnas våld. Genom sin avlägsna belägenhet har Karpathos bevarat många egenheter i klädedräkt, seder och en dialekt, som påminner om Kreta och Cypern. 
Det osmanska styret upphörde, när Italien erövrade ön som "Scarpanto" under första världskriget. Karpathos fann sig också regerat av tyskar under några år mot slutet av det andra världskriget. Vid det italiensk-tyska avtåget under den stora hungersnöden 1944 spelade byn Finiki en aktiv roll. Sju fiskare seglade därifrån i en liten båt utan ljus eller kompass ända till Egypten för att hämta hjälp. Runt en vecka senare återvände de ombord på ett brittiskt örlogsfartyg med proviant och medikamenter åt de nödlidande. Ett monument i Finikis hamn minner om deras hjältedåd.
Trots ett så brokigt förflutet har efterkrigstiden satt sin prägel på ön. En ekonomi förödd av kriget skickade mången karpathenare till östkustens amerikanska städer. Karpathos har i dag en klart grekisk-amerikanskt inslag som har återvänt till sin kära ö med stora investeringar. Detta har fått till följd att Pigadia och andra städer lyckosamt har integrerat moderna element i en traditionell ram. De nordliga bergstrakterna är dock en egen värld, där befolkningen bevarar sina traditioner med närapå religiös nit.
Helt nyligen blev ön bekant genom en kollision mellan två stridsflygplan av typen F-16 Falcon, ett grekiskt och ett turkiskt, vid en avvisningsmanöver den 23 maj 2006, varvid den turkiske piloten kunde bärgas cirka 20 km söder om ön.  Grekland gör anspråk på ett 16 km brett nationellt luftrum längs den egna kustlinjen. Turkiet erkänner dock bara 10 km, vilket är bredden på den nationella havsgränsen. Vid konflikter i det Egeiska havet har Grekland och Turkiet sedan 1974 tre gånger stått på randen till krigsförklaring.

## Ólymbos

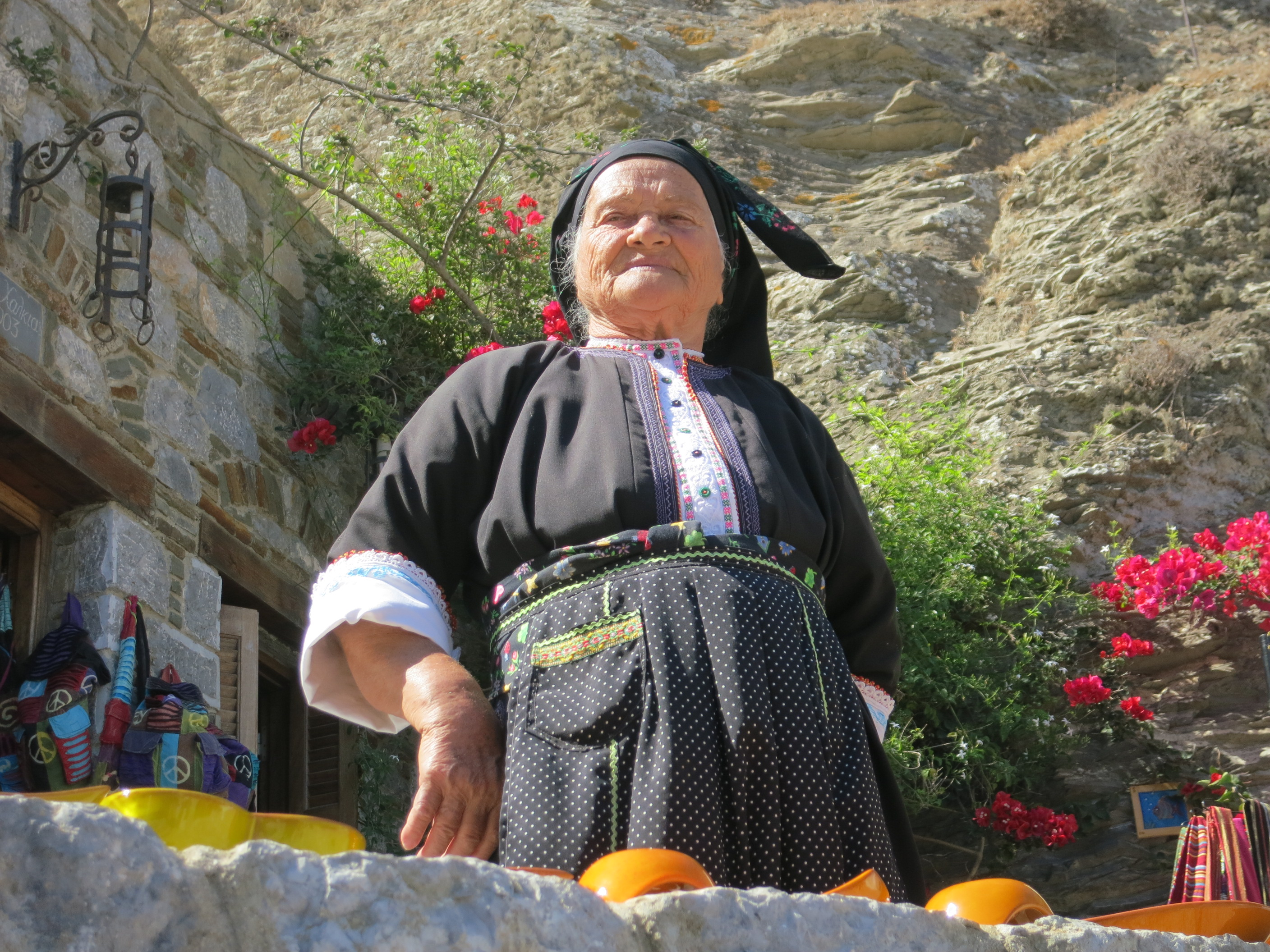
Kvinna i traditionell dräkt i byn Ólymbos

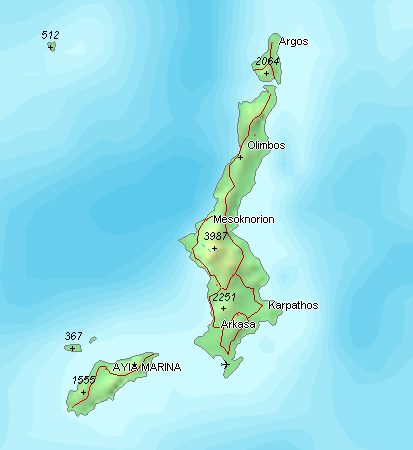
Detaljkarta över Karpathos

Bergsbyn Ólymbos (Όλυμπος) började uppföras redan på 700-talet och är Karpathos i särklass största sevärdhet med sitt dramatiska läge, gamla livsmönster och folkdräkter. Ólymbos grundades 1420 av invånarna på ön Nisída Sariá och av det antika Vrykous, vilka flydde för de ofta förekommande överfallen av pirater och sarazenerna i bergen. Där, isolerade från yttervärlden, dröjer fortfarande inte bara den ålderdomliga doriska dialekten i språket kvar, utan även konst, kultur och sedvänjor. Den relativt stora orten ligger vid kusten insynsskyddad av ett bergsmassiv. På bergskammen ovanför byn ligger en prydlig rad med väderkvarnar, bakom stupar berget rakt ned i havet.

## Stränder
Runt finns många stränder av skiftande karaktär. Den populäraste är stranden i Pigadia, tillsammans med stränderna i Amopi och Lefkos. Andra populära stränder är Kyra Panagia, Achata och Apela.

### Kyra Panagia
Sanden på stranden Kyra Panagia består av småsten och möjligheter till snorkling erbjuds. Kyrkan med samma namn ligger en bit uppåt land.

### Achata
Achata är en liten strand, som ligger norr om Pigadia. Stranden består av klappersten blandat med småsten.